# Johan Neyts
Johan Hendrik Neyts (Blankenberge, 21 januari 1966) is een Belgische viroloog. Hij is hoofd van het Neyts-lab of Virology, Antiviral Drug and Vaccine Research, een onderzoeksgroep die deel uitmaakt van het Laboratorium voor Virologie en Chemotherapie aan het Rega Instituut voor Medisch Onderzoek, en hoogleraar virologie aan de Faculteit Geneeskunde van KU Leuven. Tijdens de 2019-2020 coronapandemie kreeg Neyts landelijke bekendheid als expert op het gebied van het onderzoek naar antivirale geneesmiddelen en vaccins tegen SARS-CoV-2.

## Carrière
Van 1994 tot 1999 werkte Neyts als postdoctoraal onderzoeker in het Laboratorium voor Virologie en Chemotherapie van het Rega Instituut, en van 1995 tot 1996 in het laboratorium van prof. dr. Pagano van het Lineberger Comprehensive Cancer Center (VS). Zijn academische carrière als professor virologie aan de Faculteit Geneeskunde van KU Leuven omspant meer dan 2 decennia. In 2009 was hij medeoprichter en Chief Scientific Officer van Okapi Sciences (Antivirals for Animals), een spin-off van KU Leuven (in 2014 overgenomen door Aratana Therapeutics). Het team van Okapi Sciences richtte later Virovet op. Zowel Okapi Sciences als Virovet zijn spin-offs van KU Leuven. In 2018 werd Neyts verkozen tot voorzitter (voor 2 jaar) van de International Society for Antiviral Research. In 2019 werd hij benoemd tot Honorary Professor aan de School of Pharmaceutical Sciences, Shandong University, PR China. Neyts doceert een aantal lessen virologie aan de Faculteit Geneeskunde (KU Leuven), zowel in de opleiding geneeskunde als tandheelkunde.

## Onderzoek
Het Neyts-lab kreeg financiering van verschillende nationale en internationale organisaties. Onder begeleiding van Dr. Pieter Leyssen werd een uniek “lab-in-a-box” ontworpen en gebouwd, een volledig automatisch BSL3 bioveiligheidslaboratorium voor het werk met pathogenen die een hoger bioveiligheidsrisico inhouden. In samenwerking met het Leuvense Centre for Drug Design & Development voert het Neyts-lab verschillende gezamenlijke programma's uit. Het meest prominente was de ontwikkeling van een ultrapotente klasse van pan-serotype dengue remmers (momenteel in klinische ontwikkeling bij Janssen Pharmaceutica). Daarnaast werd ook een nieuwe vaccinatie-technologie ontwikkeld, met name de PLLAV (“Plasmid Launched Life Attenuated Virus”) vaccintechnologie, die werd gebruikt voor het ontwikkelen van kandidaat-vaccins tegen het zikavirus, gele koorts, rabiës en ebola.

### Coronaviruspandemie
Toen de Belgische pers eind januari 2020 begon te berichten over de dreigende pandemie van het coronavirus, kreeg Neyts nationale en internationale bekendheid als expert op het gebied van het onderzoek naar antivirale geneesmiddelen en vaccins tegen SARS-CoV-2. In maart 2020 heeft de Bill & Melinda Gates Foundation opdracht gegeven voor een grote coronavirusstudie aan de KU Leuven, die werd uitgevoerd door het Neyts-lab: meer dan 15.000 bekende therapeutische moleculen werden getest op mogelijke antivirale activiteit tegen het nieuwe coronavirus in de CapsIt-infrastructuur van het Rega Instituut. Tegelijkertijd was het Neyts-lab snel begonnen met de ontwikkeling van een vaccin tegen SARS-CoV-2. Het team ontwikkelde ook als een van de eerste een robuust model voor kleine dieren (hamsters). Op 11 april 2020 kreeg een nieuwe raad van negen vooraanstaande wetenschappers (onder wie Johan Neyts) de opdracht van de Vlaamse regering om het land voor te bereiden op de volgende piek van SARS-CoV-2-besmettingen. De COVID-raad stelde 2,5 miljoen euro beschikbaar voor verder onderzoek naar de werkzaamheid van een vaccin, de binnenlandse productie van mondmaskers en een analyse van de impact van de lockdown.

## Erkenning
- Laureaat van de Dr. Paul Janssen Award for Medicinal Chemistry, 1993
- Dr. JB Van Helmont Prijs (Koninklijke Belgische Academie voor Geneeskunde), 1994 Award Centrum "Prinses Joséphine-Charlotte" (Belgisch Nationaal Fonds voor  Wetenschappelijk Onderzoek), 1995 (gedeeld met Catherine Sadzot-Delvaux, Robert Snoeck en Graciela Andrei)
- Prijs van het Fonds Dr. en Mevr. Schamelhout-Koettlitz, Koninklijke Academie voor Geneeskunde van België, 2002 (gedeeld met Paul Proost en Dominique Schols)
- William Prusoff Memorial Award van de International Society for Antiviral Research (ISAR), Savannah, GA, VS, april 2003
- Award Centrum "Prinses Joséphine-Charlotte" (Fonds voor Wetenschappelijk Onderzoek), 2005 (gedeeld met Pieter Leyssen en Nathalie Charlier)
- Loopbaanprijs Wetenschapscommunicatie van de Koninklijke Vlaamse Academie van België voor Wetenschappen en Kunsten en de Jonge Academie[13]

- ORCID: 0000-0002-0033-7514
- ResearcherID: U-8267-2017
- Système universitaire de documentation: 18705486X
- Virtual International Authority File: 78154739846552990324